# Hans Aanrud
 (novembre 2016).
Si vous disposez d'ouvrages ou d'articles de référence ou si vous connaissez des sites web de qualité traitant du thème abordé ici, merci de compléter l'article en donnant les références utiles à sa vérifiabilité et en les liant à la section « Notes et références ».
Hans Aanrud (né le 3 septembre 1863 à Vestre Gausdal (en) et mort le 11 janvier 1953 à Oslo) est un écrivain norvégien.
Il est l'auteur de pièces de théâtre, de poèmes, de récits sur la vie paysanne et de comédies satiriques.

## Biographie
Hans Aanrud, issu d'une famille rurale (sa mère, Olea Kristofferdatter Bø et son père, Iver Hansen Solberg, avaient acheté une ferme), est né et a été élevé à Gausdal, dans la vallée du Gudbrandsdalen en Norvège.
Il fréquente le lycée à Lillehammer à partir de 1877. En 1884, il s'installe à Kristiania, et se découvre une vocation d'écrivain. Il publie des articles dans une revue estudiantine, puis pour le Verdens Gang (no). En 1882, à l'Université d'Oslo, il étudie la philologie et le droit. En 1893, il épouse Wilhelmine Louise Figenschou Schjoldager. Son père se rend en 1894 en Amérique, où tous ses frères et sœurs ont déjà déménagé (sa mère est morte en 1878). Il publie le texte d'une comédie Storken, qui sera jouée plus tard au Nationaltheatret. De 1899 à 1901, il dirige Den Nationale Scene, le plus grand théâtre de Bergen. De 1910 à 1913, il préside l'association des écrivains de Norvège. De 1911 à 1923, il est consultant littéraire au Nationaltheatret. De 1925 à 1928, il est le critique littéraire de Aftenposten. En 1914-1915, ses œuvres complètes sont éditées en six volumes.

## Œuvre
Le Chambers Biographical Dictionary écrit « His delightful children's books, Sidsel Longskirt (1903) and Solve Suntrap (1910), deserve their place among the classics. » [Ses délicieux livres pour enfants […] méritent leur place parmi les classiques].
Aanrud a écrit plus d'une centaine de nouvelles. La plupart ont été publiées dans des journaux ou magazines sous forme de feuilletons. Ce n'est qu'à l'âge de soixante ans qu'il est devenu plus libre financièrement, grâce à l'octroi d'un salaire fixe.
Aanrud a obtenu sa notoriété grâce aux descriptions réalistes et folkloriques de la vie rurale de sa vallée native avant l'âge industriel. La manière de penser des paysans ordinaires est exposée en partie avec des dialogues en dialecte et dans leur mode d'expression simple et amical. L’atmosphère de la campagne et la majeure part des histoires sont décrites avec humour, il ne s'y trouve que rarement  des éléments tragiques. Les personnages, les intrigues et la description de la campagne forment un tout cohérent. Les enfants sont souvent les protagonistes de ses livres, qui deviennent ainsi des livres populaires pour enfants. Mais Aanrud destinait ses histoires aux adultes. Ces livres ont été rapidement traduits et largement diffusés particulièrement dans le reste de la Scandinavie, en Grande-Bretagne et en Allemagne. Il a aussi décrit la vie de la classe moyenne inférieure urbaine dans des comédies au ton satirique, principalement connues seulement à Oslo et maintenant presque oubliées. Dans la comédie Storken (La Cigogne, 1885) qui se déroule à Kristiania (l'ancien nom d'Oslo) à la fin du XIXe siècle, un commis naïf tente d'établir des relations avec la haute société mais est souvent trompé par un représentant officiel royal qui tire parti de son ignorance. C'est seulement à la fin que le commis découvre la vérité. Dans cette comédie Aanrud se moque des comportements mensongers et superficiels et souhaite que le monde rural solide influence positivement la vie citadine qu'il considère dégénérée et déracinée. Il désire finalement que les deux cultures se rejoignent.
Ses deux œuvres ayant eu le plus de succès sont : Sidsel Sidsærk (no) (1903), l'histoire d'une jeune bergère norvégienne qui reçoit son surnom de jupe longue à cause de la jupe trop longue offerte à Noël par son frère, et l'histoire du jeune berger Sölve Solfeng (1910), qui vit dans une vallée norvégienne. Les deux histoires relatent les conditions de travail difficiles des enfants de la campagne qui subsistent misérablement loin de leurs parents. Malgré tout, le ton reste plutôt optimiste.  
Deux traductions de nouvelles ont obtenu un grand succès en Allemagne : les cycles Kroppzeug (1907) et Jungen (1910).
Les œuvres rassemblées de Hans Aanrud publiées en 1943 comprennent 116 histoires et trois comédies.
Il était un ami proche de Knut Hamsun.

## Œuvres
- Hvordan Vorherre fik Høet til Aamund Bergmellom, 1888
- Storken, comédie en trois actes, 1895
- En Vinternat og andre Fortællinger, 1896
- Hanen, 1898
- Storkarer: fortællinger for store of smaa, 1901 [lire en ligne]
- Sidsel Sidsærk (traduit en anglais par Laura Poulsson sous le titre Lisbeth Longfrock, 1907 [lire en ligne]), 1903
- Fortaellinger, 1906 [lire en ligne]
- Sølve Solfeng, 1910
- Farvel Fantdag, 1912 [lire en ligne]
- Fortællinger for Barn, 1917
- Fyrabendsarbeide, 1921 [lire en ligne]
- Sølve Suntrap, 1926
- Collected works, 6 volumes, 1914-1915; 3 volumes, 1943
- Sidsel Longskirt and Solve Suntrap : two children of Norway, illustrations de Ingri Parin d'Aulaire (en), 1935

## Traducteur
- Prosper Mérimée, Carmen, Thronsen & co., 1891 [lire en ligne]
- Gotthold Ephraim Lessing, Emilia Galotti, Høvik, Bibliothek for de tusen hjem, 1891

## Traductions françaises
- Comment Ola prit femme, trad. Sébastien Voirol, Mille Nouvelles Nouvelles, n° 19, août 1911, p. 127-139[10]
- Une nuit d’hiver, trad. Per Eketræ, Mercure de France, n° 108, décembre 1898, p. 849[10]

## Distinctions
- Ordre de Saint-Olaf, 1911[1]

## Filmographie
- Storfolk og småfolk (en) de Tancred Ibsen (en) avec Gisle Straume (en) et Haakon Arnold (en), 1951